# Nancy Mensah-Offei
Nancy Mensah-Offei (* 15. Februar 1989 in Obuasi, Ghana) ist eine österreichische Schauspielerin und Hörspielsprecherin.

## Leben
Mit sieben Jahren kam Mensah-Offei nach Österreich und wuchs in Linz auf. Als Kind wollte Mensah-Offei Diplomatin oder Astronautin werden. Schließlich studierte sie von 2010 bis 2014 an der Musik und Kunst Privatuniversität der Stadt Wien Schauspiel.

### Theater
Ihr Debüt feierte Mensah-Offei im Stück Verrücktes Blut in der Garage X. Von 2016 bis 2017 war sie im Ensemble des Wiener Theater an der Gumpendorfer Straße, von 2018 bis 2019 war sie am Nationaltheater Mannheim, von 2020 bis 2023 war sie an den Münchner Kammerspielen. 2023 war sie festes Ensemblemitglied beim Theater St. Gallen. In der Spielzeit 2023/24 ist sie Mitglied des Ensembles des Schauspielhaus Zürich.

### Film
Seit 2015 ist Mensah-Offei, die zum Teil auch als Nancy Mensah in Besetzungslisten geführt wird, auch in Filmen, aber auch Serien zu sehen. So war sie 2015 im Tatort Die Kunst des Krieges in einer Nebenrolle zu sehen, 2021 wiederum in der Tatort-Folge Dreams als Psychologin, im gleichen Jahr spielte sie im Fernsehfilm Kommissarin Lucas – Goldrausch. 2021 hatte sie in Der Falke ihre erste Hauptrolle in einem Kinofilm.

## Filmografie (Auswahl)

### Kurzfilme
- 2014: Zola (Ohnmacht der Sprache)
- 2017: Die Ordnung der Träume
- 2020: Door of Return
- 2022: Machines of Loving Grace

### Filme
- 2015: Tatort: Die Kunst des Krieges
- 2021: Tatort: Dreams
- 2021: Kommissarin Lucas – Goldrausch
- 2019: Triff Harriet Tubman (KIKA-Doku)
- 2021: Der Falke

## Hörspiele (Auswahl)
- 2019: Fiston Mwanza Mujila: Tram 83 (Mortal Kombat) – Bearbeitung und Regie: Philipp Hauß (Hörspielbearbeitung – ORF/NDR)
- 2022: Alexander Kluge: Kommt Gestern Morgen? – Eine Montage mit Texten von Alexander Kluge (Frau Pichotta, Y, Regisseurin 2, Redakteurin, Reporterin, Journalistin) – Bearbeitung und Regie: Christian Lerch (Hörspiel – ORF)
- 2022: Friedrich Ani: Haus der aufgehenden Sonne (3 Teile) (Jennifer Odoki) – Regie: Alex Schaad (Original-Hörspiel, Kriminalhörspiel – BR/SWR)
- 2023: Friedrich Ani: Liebe minus null (3 Teile) – Regie: Stefanie Ramb, Alex Schaad (Originalhörspiel, Kriminalhörspiel – BR)

Quellen: OE1-Hörspieldatenbank und ARD-Hörspieldatenbank

## Auszeichnungen
- 2016: STELLA
- 2022: First Steps, Götz-George-Nachwuchspreis für Machines of Loving Grace